# تشوه المشية
تشوه المشية أو شذوذ المشية (بالإنجليزية: Gait abnormality)‏ هو انحِراف وَشذوذ في طريقة المَشي الطبيعية، وَتُعتبر مُراقبة مشية المَريض من أهم أجزاء الفحص العَصبي للمريض؛ وذلك لأنَّ المشي بشكل طبيعي يحتاج إلى تكامل وظيفي في الكثير من الأنظمة وذلك لضبط قوة وتناسق المِشية. تؤدي العديد من المُشكلات في الجهاز العصبي والجهاز العضلي الهيكلي إلى حدوث شذوذ في المشية.

## الظُهور والأسباب
يُعاني الأشخاص المُصابين باعتلال الأعصاب المحيطية من حُدوث خدر ووخز في اليدين والقَدمين، والتي تؤدي إلى حدوث ضعف في المَشي وخصوصاً أثناء صعود السلالم، كما تؤدي أيضاً إلى صعوبة في حفظ توازن الجِسم، وأيضاً يَشيع حدوث تشوه المشية لدى الأشخاص المُصابين بمشاكل في الجِهاز العَصبي مِثل متلازمة ذنب الفرس، التصلب المتعدد، مرض باركنسون، مرض آلزهايمر، الوهن العضلي الوبيل، نقص فيتامين بي12، موه الرأس السوي الضغط، ومرض شاركو-ماري-توث.
قد تؤدي علاجات تصحيح العظام إلى حُدوث تشوه في المشية، مِثل بتر الطَرف السُفلي وَتقويم المَفاصل (استبدال المفاصل). قد يؤدي العلاج الكيميائي إلى حدوث تشوه مُؤقت في المشية، حيثُ تعود المشية إلى طبيعتها بعد 6 إلى 12 شهر عادةً، ويحدث تشوه المشية أيضاً نتيجةً لآلام أو التهاب المفاصل، وعادةً تعود المشية إلى طبيعتها بعد انتهاء الألم.
يحدث لدى الأشخاص المُصابين بالخزل الشقي تشوه في المشية، فتكون مشيتهم ذات حركة دائرية، أما الأشخاص المُصابين بالشلل الدماغي فيكون لديهم مشية المقص.

## الانتشار
أكثر من 30% من الأشخاص فوق 65 سنة لَديهم اضطرابات في المشية، و20% منهم يحتاج لاستعمال بعض الأدوات للتنقل (مِثل الوولكر أو العصا أو الكرسي المُتحرك). تزداد نسبة حدوث تشوهات المشي مع زيادة العُمر، حيثُ تزداد النسبة إلى 60% بين الأشخاص من 80-84 سنة.

## روابط خارجية
- فيديوهات مُتنوعة لتشوهات في المشية.